# Stefan Lippe
Stefan Lippe (ur. 11 października 1955 w Mannheim, zm. 27 marca 2020) – niemiecki kierownik ds. ubezpieczeń, dyrektor generalny Swiss Re w latach 2009–2012.

## Kariera
Lippe urodził się w Mannheim. Studiował matematykę i ekonomię na Uniwersytecie w Mannheimie, który ukończył w 1982 roku. Następnie był asystentem naukowym w Katedrze Nauk Aktuarialnych na Uniwersytecie w Mannheimie. Za swoją pracę doktorską otrzymał nagrodę Fundacji Kurt-Hamann. W październiku 1983 roku rozpoczął pracę w Bavarian Re, spółce zależnej Swiss Re. W 1986 został kierownikiem działu ubezpieczeń, a w 1988 powołany na stanowisko zastępcy członka zarządu. W 1991 roku przejął całkowitą odpowiedzialność za działalność firmy w krajach niemieckojęzycznych i został powołany na pełnoprawnego członka zarządu. W 1993 został mianowany prezesem zarządu Bavarian Re, a w 1995 powołany do rozszerzonego zarządu Swiss Re na stanowisko szefa grupy Bavarian Re. W 2001 został szefem grupy Property & Casualty Business Group i został wybrany do zarządu Swiss Re. We wrześniu 2008 został mianowany dyrektorem operacyjnym i zastępcą dyrektora generalnego. W dniu 12 lutego 2009, gdy Swiss Re znalazło się na skraju bankructwa, został powołany na stanowisko dyrektora generalnego.
Następnie był współzałożycielem Acqupart Holding AG, gdzie pełnił funkcję wiceprezesa zarządu. Był również współzałożycielem firmy Paperless Incorporated, gdzie był prezesem zarządu. Od 2012 roku dyrektor AXA.
Stefan zmarł 24 kwietnia 2020 roku na COVID-19, podczas pandemii COVID-19 w Szwajcarii.